# William Holmes (editor)
William Holmes (23 de fevereiro de 1904 — 2 de fevereiro de 1978) é um editor estadunidense. Venceu o Oscar de melhor montagem na edição de 1943 por Sergeant York.